# Бутурлин, Иван Андреевич
Иван Андреевич Бутурлин (ум. 22 октября 1575) — боярин и воевода из рода Бутурлиных в царствование Ивана Грозного. Брат окольничего и воеводы Дмитрия Бутурлина.
Первое упоминание о Бутурлине в 1551 году в списках московских детей боярских. В 1558 году был послан на Ливонскую войну, участвовал во взятии Нарвы, взятии Юрьева и походе под Ригу. В 1560 году вместе с князем Иваном Мстиславским руководил взятием Феллина.
С 1562 году занимался на южных рубежах государства обороной от участившихся набегов крымских татар, однако вскоре вернулся на западный театр военных действий и принял участие в походе на Полоцк. За доблесть при его взятии был пожалован в окольничие. В 1565 году был одним из воевод в Пскове. С 1567 года в ранге боярина жил при дворе Ивана Грозного.
В 1575 году попал в опалу в рамках дела об «измене» новгородского архиепископа Леонида и казнён вместе с сыном Фёдором на площади у Успенского собора Московского Кремля 22 октября — через два дня после гибели Леонида и за месяц до гибели брата Дмитрия 27 ноября. Оба брата погребены в Троице-Сергиевой лавре.